# Cyphocarpa
Cyphocarpa là chi thực vật có hoa trong họ Amaranthaceae.